# Ismael Huerta
Ismael Huerta Díaz (* 13. Oktober 1916 in Talcahuano; † 9. Juni 1997) war ein chilenischer Vizeadmiral und Politiker, der unter anderem Minister für öffentliche Arbeiten sowie während der Militärdiktatur unter General Augusto Pinochet zwischen 1973 und 1974 Außenminister und danach von 1974 bis 1977 Botschafter und Leiter der Ständigen Vertretung bei den Vereinten Nationen in New York City war. Er gehörte zu den Hauptinitiatoren des Militärputsches vom 11. September 1973.
Als junger Nachrichtentechnikoffizier nahm er 1948 bis 1949 an der dritten chilenischen Antarktis-Expedition zur Arturo-Prat-Station auf Greenwich Island teil.

## Leben

### Militärische Ausbildung und Nachrichtenoffizier

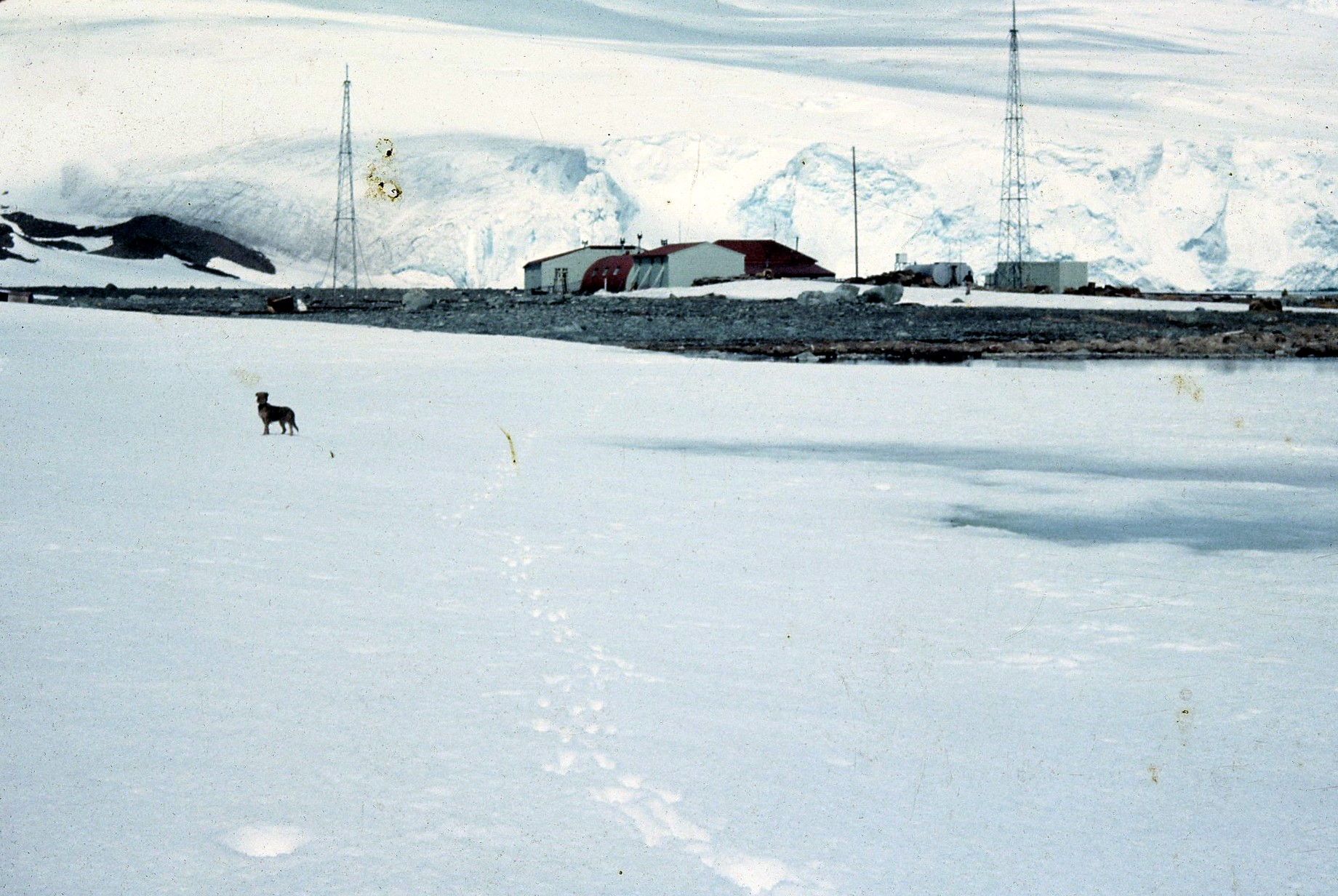
Als Teilnehmer der dritten chilenischen Antarktis-Expedition installierte Huerta von Ende 1948 bis Anfang 1949 die Radioanlagen auf der Arturo-Prat-Station

Huerta, Sohn von Konteradmiral Ismael Huerta Lira, trat nach dem Schulbesuch 1936 als Seekadett in die Marine (Armada de Chile) ein. Er absolvierte in dem Jahr auch eine seemännische Ausbildung auf dem Tanker Maipo auf einer Fahrt in die USA sowie auf der Korvette General Baquedano fand. Zu seinen Lehrgangskameraden gehörte José Toribio Merino, der später Oberbefehlshaber der Marine und Mitglied der Militärjunta war. Seine Ausbildung als Seekadett setzte er auf dem Schlachtschiff Almirante Latorre fort und wurde am 14. Februar 1937 wurde er zum Seekadett Erster Klasse befördert.
Nach Abschluss seiner Ausbildung zum Seekadetten auf dem französischen Schulschiff Jeanne d’Arc absolvierte Huerta einen Lehrgang für Nachrichtentechnik an der École supérieure d’électricité in Paris, den er im Juli 1938 abschloss. Danach begann er am 2. November 1938 ein Betriebspraktikum beim Elektrotechnikunternehmen Telefunken in Berlin, wo er sich schwerpunktmäßig mit der Nachrichtentechnik für Marine und Luftwaffe befasste. Am 17. Januar 1939 begab er sich auf die Heimreise nach Valparaíso.
An Bord des Geschützten Kreuzers Blanco Encalada erweiterte er dabei seine seemännischen Kenntnisse, ehe er nach seiner Rückkehr einen Lehrgang für Artillerie an der Schule für Torpedos und Elektrotechnik (Escuela de Torpedos y Electricidad) in seiner Geburtsstadt Talcahuano begann. Danach vertiefte er seine Kenntnisse der Navigation auf dem Frachtschiff Abtao sowie ab Februar 1941 in Nachrichtentechnik an der Schule für Marinenachrichtentechnik (Escuela de Comunicaciones Navales), der heutige Schule für Marineoperationen (Escuela de Operaciones).
Huerta, der am 14. Februar 1941 zum Leutnant zur See befördert wurde, fand ab dem 8. August 1941 Verwendung als Seeoffizier auf dem Begleitschiff BMS Araucano, wo er sich mit dem Einbau und dem Test von Kurzwellensendern befasste. Danach wurde er im Frühjahr 1942 Technischer Offizier in der Unterabteilung für Nachrichtentechnik auf dem Marinestützpunkt Valparaíso, ehe er im Oktober 1942 zu dieser Unterabteilung in Talcahuano versetzt wurde. Danach übernahm er 1943 eine Stelle als Ausbilder an der U-Boot-Schule (Escuela de Submarinos) und wurde dort am 29. Juli 1944 zum Oberleutnant zur See befördert.
1946 kehrte Huerta zur Unterabteilung für Nachrichtentechnik nach Valparaíso und wurde zunächst deren kommissarischer Leiter sowie Anfang 1947 deren Leiter. Während dieser Zeit veröffentlichte er am 16. August 1948 das Lehrbuch Elementos  de Física Moderna, das weite Anerkennung und Auszeichnungen fand. Danach befand er sich von Ende 1948 bis Anfang 1949 an Bord der Fregatte Covadonga als Teilnehmer der Dritten Antarktis-Expedition und war in dieser Zeit verantwortlich für die Installation der Radioanlagen auf der Arturo-Prat-Station, dem chilenischen Antarktis-Stützpunkt auf der Greenwich Island.

### Stabsoffizier und Aufstieg zum Konteradmiral
Nach seiner Rückkehr wurde Huerta im April 1949 zum Leiter der Unterabteilung für Nachrichtentechnik der Región de Magallanes y de la Antártica Chilena und in dieser Funktion Verantwortlicher für die Einrichtung der Radiostation von Río Los Ciervos. Kurz darauf erfolgte am 10. Juni 1949 seine Beförderung zum Korvettenkapitän. Nach vierjähriger Tätigkeit wurde er im Mai 1953 als Inspekteur der Radaranlagen auf dem Schlachtschiff Almirante Latorre zur Militärmission in Großbritannien entsandt und belegte in der Folgezeit auch Lehrgänge für Radartechnik am Marconi College sowie an der Elektronikschule der Royal Navy sowie an Bord der HMS Collingwood, einem britischen Schlachtschiff der St.-Vincent-Klasse.
Im November 1954 kehrte Huerta wieder nach Chile zurück und befasste sich bei der Unterabteilung für Elektronik und Telekommunikation in Talcahuano mit der Modernisierung und Reparatur zahlreicher Schiffe der chilenischen Marine. Dort erfolgte 1955 auch seine Beförderung zum Fregattenkapitän. Als solcher wurde er im Anschluss im März 1957 Leiter des Marinearsenals von Valparaíso. Während seiner dortigen Verwendung wurde ihm am 20. Juli 1960 der Titel eines Ingenieurs für Elektronik- und Telekommunikation verliehen.
Huerta, der am 17. Oktober 1962 zum Kapitän zur See befördert wurde, wurde am 11. Juli 1966 zum Direktor der Abteilung für Marinebewaffnung ernannt, ehe am 28. Oktober 1967 seine Ernennung zum Direktor der Abteilung für Marineausbildung erfolgte. Als solcher war er zeitgleich Direktor der Polytechnischen Akademie (Academia Politécnica). Am 23. Dezember 1968 wurde ihm darüber hinaus der Titel eines Marineingenieurs der Fachrichtung Elektronik verliehen.
Danach wurde er am 15. Januar 1969 zum Konteradmiral befördert und übernahm als solcher das Amt des Direktors der Abteilung für Werften und Arsenale der Marine ASMAR (Astilleros y Maestranzas de la Armada).

### Minister unter Allende und der Militärputsch vom 11. September 1973
Am 12. Dezember 1972 wurde er von Staatspräsident Salvador Allende als Minister für öffentliche Arbeiten (Ministro de Obras Públicas) in dessen Kabinett berufen und damit zum Nachfolger von Pascual Barraza Barraza. Dieses Amt bekleidete er jedoch nur sechs Wochen lang und wurde bereits am 31. Januar 1973 von Daniel Arellano MacLeod abgelöst.
Danach übernahm er am 24. April 1973 mit Wirkung ab dem 5. Februar 1973 das Amt des Generaldirektors für Marinedienste. Er gehörte zu den Teilnehmern der konspirativen Treffen der Marine, die der Vorbereitung des Militärputsches gegen Präsident Allende dienten. Während des Militärputsches vom 11. September 1973 befand er sich bei dem Befehlshaber der Ersten Marinezone (Primera Zona Naval), Vizeadmiral José Toribio Merino, im Marinestützpunkt Valparaíso, um von dort aus den Einsatz der Marineverbände beim Staatsstreich zu befehligen.

### Außenminister, UNO-Botschafter und Universitätsrektor
Einen Tag nach dem erfolgreichen Militärputsch wurde Huerta am 12. September 1973 Nachfolger von Clodomiro Almeyda Medina als Außenminister (Ministro de Relaciones Exteriores) der regierenden Militärjunta (Junta Militar de Gobierno). Am 17. September 1973 wurde er ferner zum Vizeadmiral befördert. Während seiner Amtszeit als Außenminister nahm er an der Generalversammlung der Vereinten Nationen teil und erklärte dort das Ende des Plan Zeta, des marxistischen Regierungsprogramms von Präsident Allende. Im Februar 1974 traf er in Mexiko-Stadt mit US-Außenminister Henry Kissinger zusammen. Wegen des schlechten Ansehens der Militärjunta im Ausland wurde er am 11. Juli 1974 durch Patricio Carvajal Prado als Außenminister abgelöst.
Knapp drei Wochen später erfolgte am 30. Juli 1974 seine Ernennung zum Botschafter und Ständigen Vertreter Chiles bei den Vereinten Nationen in New York City, wo er Nachfolger von James Holger Blair wurde. Auf diesem diplomatischen Posten blieb er knapp drei Jahre und wurde dann am 16. Mai 1977 von Sergio Diez Urzúa abgelöst. Zwei Jahre darauf schied er am 2. Juni 1977 auch aus dem aktiven Militärdienst.
Anschließend wurde Huerta im August 1977 zunächst Beigeordneter Rektor und dann am 14. September 1977 Rektor der Universidad Técnica Federico Santa María. Diese Funktion übte er bis zu seinem Rücktritt aus gesundheitlichen Gründen am 17. Mai 1984 aus. Des Weiteren fungierte er zeitweilig als Direktor des Stahlerzeugungsunternehmens CAP (Compañía de Acero del Pacífico)
Huerta war verheiratet mit Guillermina Wallace Dunsmore Aird. Das Paar hatte die Kinder Ismael Guillermo, María Bernardita, Jorge Andrés und Mina Eugenia.

## Veröffentlichungen
- Elementos  de Física Moderna, 1948
- Volveria a Ser Marino, 1988